# Hrabstwo Covington (Missisipi)
Hrabstwo Covington (ang. Covington County) – hrabstwo w stanie Missisipi w Stanach Zjednoczonych. Obszar całkowity hrabstwa obejmuje powierzchnię 414,94 mil² (1074,69 km²). Według szacunków United States Census Bureau w roku 2009 miało 20 544 mieszkańców.
Hrabstwo powstało w 1819 roku.

## Miejscowości
- Collins
- Mount Olive
- Seminary[4]

| Populacja hrabstwa w poprzednich latach | Populacja hrabstwa w poprzednich latach |
| Rok                                     | Liczba ludności                         |
| --------------------------------------- | --------------------------------------- |
| 1980                                    | 16 003                                  |
| 1990                                    | 16 527                                  |
| 2000                                    | 19 407                                  |
| 2005                                    | 20 273                                  |